# نهر الحاصباني
نهر الحاصباني، هو أحد الروافد الرئيسية لنهر الأردن، يتدفق في لبنان وفلسطين. كان يُعرف محليًا في منتصف القرن التاسع عشر باسم نهر الأردن العلوي.
يستمد نهر الحاصباني معظم مياهه من نبعين رئيسيين في لبنان: نبع الوزاني ونبع الحَققْبية، والأخير عبارة عن مجموعة من الينابيع الواقعة في الجزء العلوي من نهر الحاصباني. يجري النهر لمسافة 25 ميلاً (40 كم) عبر وادي التيم في لبنان، قبل أن يعبر الحدود عند قرية الغجر، حيث يلتقي بعدها بفترة قصيرة مع نهري بانياس واللدان في شمال فلسطين ليشكلا نهر الأردن. يشكّل الحاصباني الحدود بين لبنان وهضبة الجولان على امتداد حوالي 4 كيلومترات (2.5 ميل) جنوب الغجر.
يبلغ متوسط التدفق السنوي المشترك لنبعي الوزاني والحَققْبية حوالي 138 مليون متر مكعب. يمثل نبع الوزاني وحده حوالي 20% من تدفق نهر الحاصباني، حيث يقع بالقرب من الحدود اللبنانية مع الجولان على بعد حوالي 3 كيلومترات (1.9 ميل) غرب قاعدة جبل حرمون. يُعتبر تدفق نبع الوزاني ذا أهمية كبيرة للنهر، إذ يُعد المصدر الوحيد للتدفق المستمر على مدار العام في كل من لبنان وفلسطين.